# William A. Richards
William Alford Richards (9 de Março de 1849 - 25 de Julho de 1912) foi um agrimensor, fazendeiro e político americano. Foi o quarto governador do Wyoming de 7 de Janeiro de 1895 até 2 de Janeiro de 1899; e também exerceu como o 30º Comissário do Escritório Geral de Terras de 1903 até 1907.

## Biografia
Richards nasceu em Hazel Green, no Condado de Grant, Wisconsin e estudou lá e em Galena, Illinois. Durante a Guerra Civil, serviu como motorista de ambulância para o Exército do Potomac.

## Carreira
Quando jovem, Richards trabalhou em missões de agrimensura em Nebraska e veio pela primeira vez ao Wyoming em 1873, quando seu irmão Alonzo V. Richards o contratou como seu assistente geral enquanto fazia pesquisas na fronteira sul do Território de Wyoming.
No ano seguinte, voltaram para a pesquisa da fronteira oeste do Wyoming. Alonzo deixou a expedição após 99 milhas, deixando William encarregado de completar a pesquisa. William mudou-se para a Califórnia para se casar com Harriet Alice Hunt em 1874. O casal teve três filhas. Em 1885 voltou para Wyoming, se apropriando de uma fazenda no Condado de Big Horn. Em 1886, foi eleito comissário do Condado de Johnson e em 1889, o Presidente Harrison o nomeou Agrimensor Geral do Wyoming.
Em 1894, Richards concorreu a governador pela chapa Republicana. Derrotou William H. Holliday e Lewis C. Tidball, tornando-se o terceiro governador eleito do estado. Exerceu como governador de 1895 até 1899. Embora tenha ajudado a neutralizar a Crise de Jackson Hole Indian em 1895, Richards também ficou conhecido por perdoar Butch Cassidy. Na época, um pequeno ladrão, Cassidy estava cumprindo pena de dois anos na Penitenciária Estadual por posse de um cavalo roubado no valor de apenas 5 dólares. Cidadãos do Condado de Fremont, temendo o retorno de Cassidy, pediram perdão ao governador na esperança de que isso "tivesse muito a ver com torná-lo um cidadão cumpridor da lei", escreveu Richards a um fazendeiro preocupado, Jay Torrey. Richards entrevistou Butch na Penitenciária e o perdoou depois de ouvir palavras tranquilizadoras do prisioneiro. Cassidy "disse-me que já estava farto da vida na Penitenciária", disse Richards a Torrey, "e pretendia comportar-se de forma a não ser novamente sujeito a prisão". O que ele quis dizer é que pretendia não ser pego de novo.
No final de seu mandato, foi substituído por DeForest Richards (um primo muito distante), também um Republicano e foi nomeado comissário assistente do Escritório Geral de Terras. William A. Richards abriu as reservas indígenas Apache, Comanche e Wichita em Oklahoma.
Em 1903, Richards foi nomeado Comissário do Escritório Geral de Terras pelo Presidente Theodore Roosevelt, exercendo até 1907. Durante sua gestão, ajudou a salvar ruínas indígenas e outros monumentos importantes de danos e destruição, pedindo a Edgar L. Hewett, do Novo México, uma lista de locais que devem ser protegidos. Hewett enviou de volta um Memorando que listava Mesa Verde, Chaco Canyon e muitos outros, e Richards o publicou como uma Circular. O memorando foi um passo em direção à aprovação da Lei de Antiguidades de 1906, que tem sido usado pelos presidentes americanos para reservar inúmeros Monumentos Nacionais.
Em 1909, Richards tornou-se o primeiro Comissário responsável pela Fiscalidade do estado do Wyoming, ocupando o cargo até uma mudança na administração um ano depois. Em 1912, viajou para Melbourne, Austrália, para começar uma nova vida após as mortes violentas de sua filha Edna e seu marido, Thomas Jenkins.

## Morte
Richards morreu de ataque cardíaco logo após sua chegada à Austrália, em Julho de 1912. Compareceu a um jantar honorário de seu velho amigo Elwood Mead, ex-Engenheiro Estadual do Wyoming, que na época era responsável pelo desenvolvimento da irrigação do país. Mead acompanhou o corpo de Richards para casa através do oceano. Richards está sepultado no Cemitério Lakeview, em Cheyenne, Wyoming.